# Liste der Biografien/Schad
Liste der Biografien |
Portal Biografien |
Personensuche
# |
A |
B |
C |
D |
E |
F |
G |
H |
I |
J |
K |
L |
M |
N |
O |
P |
Q |
R |
S |
T |
U |
V |
W |
X |
Y |
Z |
?
 
Sa |
Sb |
Sc |
Sd |
Se |
Sf |
Sg |
Sh |
Si |
Sj |
Sk |
Sl |
Sm |
Sn |
So |
Sp |
Sq |
Sr |
Ss |
St |
Su |
Sv |
Sw |
Sy |
Sz
 
Sca–Sce |
Sch |
Sci–Scz
 
Scha |
Schc |
Schd |
Sche |
Schg |
Schi |
Schj |
Schk |
Schl |
Schm |
Schn |
Scho |
Schp |
Schr |
Schs |
Scht |
Schu |
Schv |
Schw |
Schy
 
Schaa |
Schab |
Schac |
Schad |
Schae |
Schaf |
Schag |
Schah |
Schai |
Schaj |
Schak |
Schal |
Scham |
Schan |
Schap |
Schaq |
Schar |
Schas |
Schat |
Schau |
Schav |
Schaw |
Schax |
Schay |
Schaz
Die Liste der Biografien führt alle Personen auf, die in der deutschsprachigen Wikipedia einen Artikel haben. Dieses ist eine Teilliste mit 250 Einträgen von Personen, deren Namen mit den Buchstaben „Schad“ beginnt.

## Schad
- Schad von Mittelbiberach, Moritz (1821–1902), württembergischer Rittergutsbesitzer, Landtagsabgeordneter und Landgerichtspräsident
- Schad, Brigitte (* 1942), deutsche Germanistin, Museumsleiterin, Kuratorin und Vereinsgründerin
- Schad, Carl (1880–1931), deutscher Architekt
- Schad, Christian (1821–1871), deutscher Schriftsteller
- Schad, Christian (1894–1982), deutscher MalerChristian Schad (1894–1982)

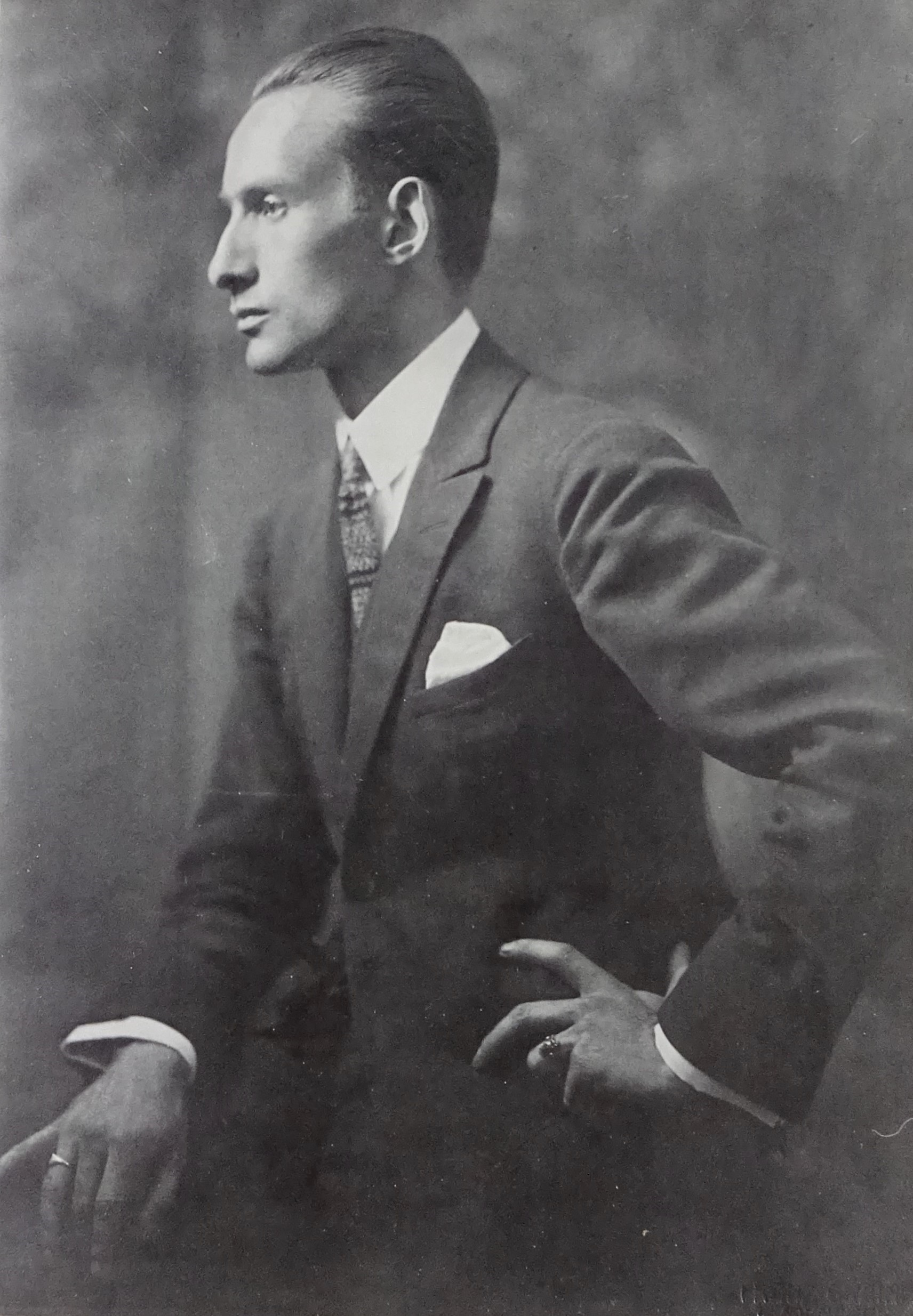
Christian Schad (1894–1982)

- Schad, Christian (* 1958), deutscher evangelischer Theologe, Kirchenpräsident der Evangelischen Kirche der Pfalz
- Schad, Dominik (* 1997), deutscher Fußballspieler
- Schad, Ela († 1617), Opfer der Hexenprozesse in Flörsheim (Erzbistums Mainz)
- Schad, Helmut (1962–2017), deutsch-schweizerischer Mobilitätsforscher, Hochschullehrer und Autor
- Schad, Horst (1930–2017), deutscher Fußball- und Tennisspieler
- Schad, Isabelle (* 1970), deutsche Tänzerin und Choreografin
- Schad, James Louis (1917–2002), US-amerikanischer römisch-katholischer Geistlicher, Weihbischof in Camden
- Schad, Johann († 1617), Opfer der Hexenprozesse in Flörsheim (Erzbistums Mainz)
- Schad, Johann Baptist (1758–1834), deutscher Benediktiner, Philosoph
- Schad, Julius (1824–1900), deutscher Kommunalpolitiker
- Schad, Konstantin (* 1987), deutscher Snowboarder
- Schad, Margreth († 1617), Opfer der Hexenprozesse in Flörsheim (Erzbistums Mainz)
- Schad, Martha (* 1939), deutsche Schriftstellerin
- Schad, Max (* 1983), deutscher Politiker (CDU), MdL
- Schad, Nikolaus (1924–2007), deutscher Mediziner
- Schad, Oskar (1904–1978), deutscher Kommunalpolitiker (CSU)
- Schad, Peter (* 1952), deutscher Dirigent und Komponist
- Schad, Robert (* 1953), deutscher Bildhauer
- Schad, Stephan (* 1964), deutscher Schauspieler
- Schad, Uli († 1653), Schweizer Hauptanführer im Schweizer Bauernkrieg
- Schad, Wolfgang (1935–2022), deutscher Evolutionsbiologe, Goetheanist und Anthroposoph
- Schad-Rossa, Paul (1862–1916), deutscher Kunstmaler, Kopist und Bildhauer

### Schada
- Schadach, Volker (* 1942), deutscher Fotograf und Verleger
- Schadaeus, Oseas (1586–1626), lutherischer Geistlicher und Chronist im Elsass
- Schadajew, Maksut Igorewitsch (* 1979), russischer Politiker und Staatsmann
- Schadan, Serhij (* 1974), ukrainischer Schriftsteller, Dichter und ÜbersetzerSerhij Schadan (* 1974)

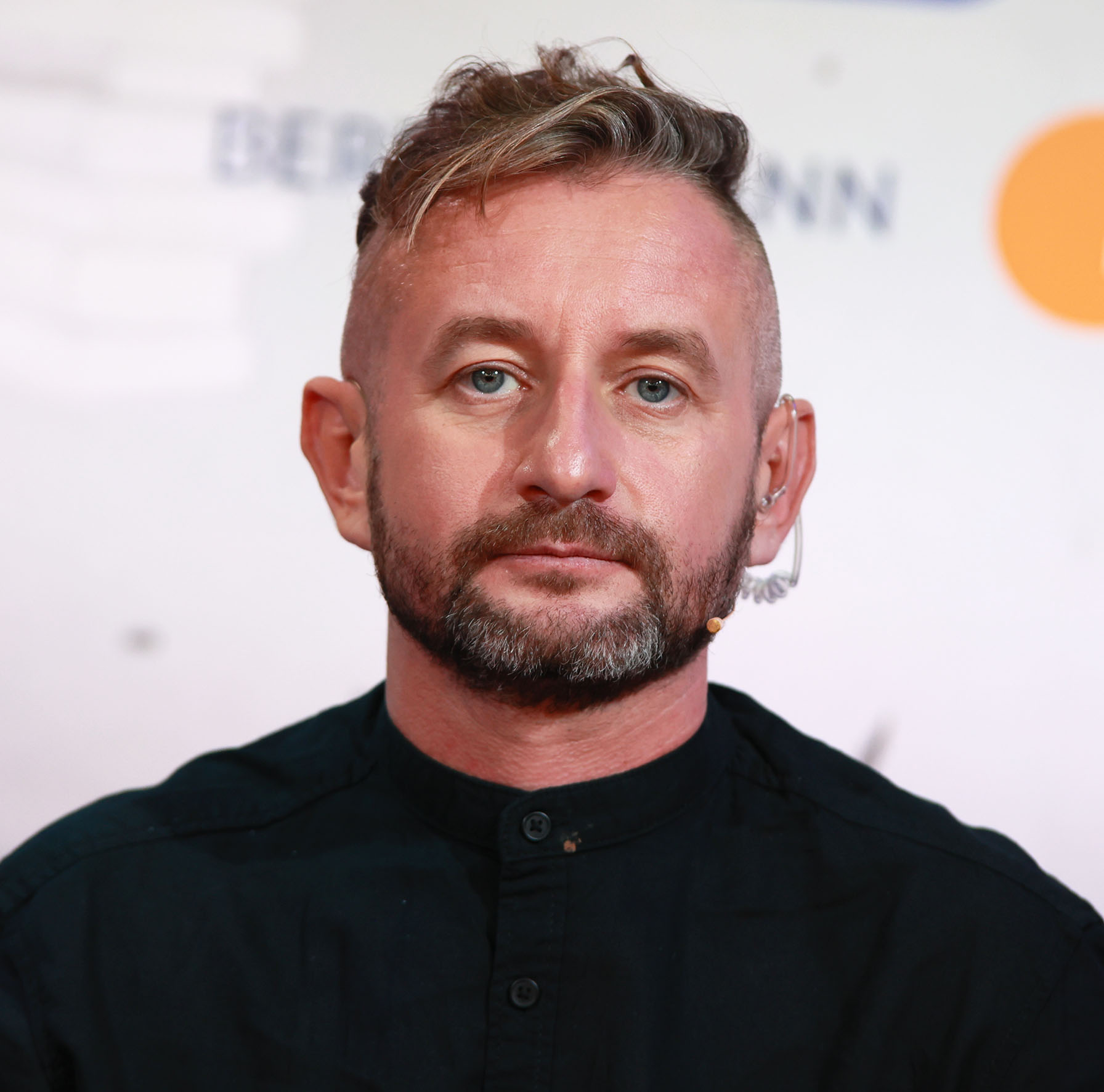
Serhij Schadan (* 1974)

- Schadäus, Abraham († 1626), sorbischer Musikpädagoge und Herausgeber eines Sammelwerkes von Motetten

### Schadd
- Schaddach, Robert (* 1966), deutscher Politiker (SPD), MdA

### Schade
- Schade zu Antfeld, Joseph Johann Anton von (1710–1776), Kurkölner Geheimer Rat, Amtsdroste, Berghauptmann, Deputierter und Domherr
- Schade, Alexander von (1781–1854), Landtagsabgeordneter und Rittergutsbesitzer
- Schade, Anna von (1584–1644), deutsche Herrin des Emslandes nach dem Tod ihres Mannes
- Schade, Anne-Kathrin (* 1968), deutsche Volleyballspielerin
- Schade, Arndt-Michael (* 1943), deutscher Schauspieler
- Schade, Betty (1895–1982), deutsch-amerikanische Schauspielerin
- Schade, Birge (* 1965), deutsche Schauspielerin
- Schade, Christina (* 1965), deutsche Unternehmensberaterin und Politikerin (AfD), MdL
- Schade, Conrad (1852–1886), deutscher Tischler, Kaufmann und Unternehmer
- Schade, Daniel, deutscher Pfarrer
- Schade, Dietrich († 1521), Domdechant in Münster
- Schade, Doris (1924–2012), deutsche Schauspielerin
- Schade, Eberhard (1902–1971), deutscher Ingenieur und Politiker (NSDAP), MdL
- Schade, Elfriede (1930–2015), deutsche Malerin und Grafikerin
- Schade, Ernst (1926–1993), deutscher Germanist
- Schade, Eugen W. (1908–1981), deutscher Politiker (FDP), MdBB
- Schade, Everhard († 1647), Domherr in Münster
- Schade, Friedrich (* 1846), Landtagsabgeordneter Großherzogtum Hessen
- Schade, Friedrich (* 1959), promovierter Jurist und Hochschullehrer, Professor für Bürgerliches Recht, sowie Handels- und Wirtschaftsrecht
- Schade, Friedrich Alwin (1881–1976), deutscher Botaniker
- Schade, Fritz (1880–1926), deutsch-amerikanischer Schauspieler
- Schade, Gabriele (* 1952), deutsche und Informatikerin und Hochschullehrerin
- Schade, Georg Christian Gottfried (1761–1843), deutscher Organist und Komponist
- Schade, Günter (* 1933), deutscher Kunsthistoriker und Museumsdirektor
- Schade, Hanskarl (1915–2009), deutscher Opernsänger
- Schade, Hartmut (* 1954), deutscher Fußballspieler und -trainerHartmut Schade (* 1954)

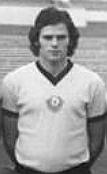
Hartmut Schade (* 1954)

- Schade, Heinrich (1907–1989), deutscher Mediziner, Humangenetiker und Hochschullehrer
- Schade, Henry Adrian (1900–1992), US-amerikanischer Ingenieur und Marineoffizier
- Schade, Herbert (* 1907), deutscher Jurist und Kommunalpolitiker (NSDAP)
- Schade, Herbert (1922–1994), deutscher Leichtathlet und Olympiamedaillengewinner
- Schade, Hermann Freiherr von (1888–1966), deutscher nationalsozialistischer Funktionär und SS-Führer
- Schade, Herwarth von (1926–2009), deutscher Theologe und Kirchenbibliotheksdirektor
- Schade, Horst (1922–1968), deutscher Fußballspieler
- Schade, Irene (* 1929), deutsche Spionin
- Schade, Jan Tilman (* 1963), deutscher Komponist, Musiker, Produzent und Künstler
- Schade, Jens August (1903–1978), dänischer Dichter und Schriftsteller
- Schade, Johann Daniel (1730–1798), deutscher Architekt
- Schade, Johann Kaspar (1666–1698), deutscher lutherischer Prediger
- Schade, John († 2021), US-amerikanischer Biogeochemiker
- Schade, Jürgen (* 1942), deutscher Patentrechtler und Politiker (SPD, Bündnis 90/Die Grünen), MdL
- Schade, Kai Friedrich (1940–2013), deutscher Journalist und Publizist
- Schade, Karl Martin (1862–1954), österreichischer Landschaftsmaler
- Schade, Karl-Emil (1927–2007), deutscher Pastor und Bibelübersetzer
- Schade, Kevin (* 2001), deutscher Fußballspieler
- Schade, Konrad († 1429), Domherr in Münster und Hildesheim
- Schade, Kurt Hans (1926–1982), deutscher Politiker (CDU)
- Schade, Maria (* 1939), deutsche Textilgestalterin (Batik)
- Schade, Maximilian von (1792–1870), deutscher Verwaltungsjurist, Landrat des Kreises Lippstadt (1821–1857)
- Schade, Michael (* 1952), deutscher Fußballfunktionär
- Schade, Michael (* 1965), kanadisch-deutscher Opern-, Konzert- und LiedersängerMichael Schade (* 1965)

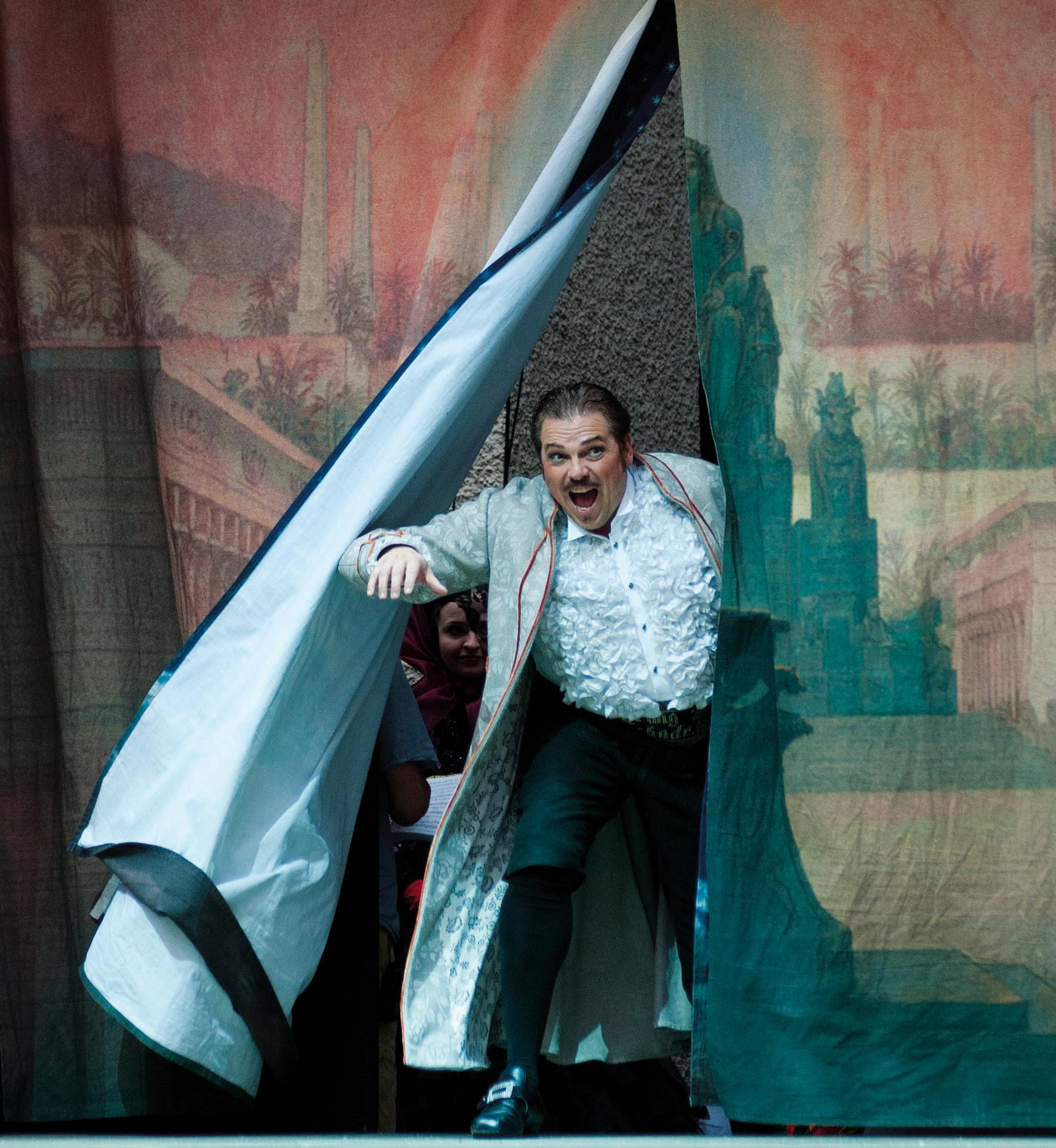
Michael Schade (* 1965)

- Schade, Moritz (* 1996), deutscher Handballspieler
- Schade, Myrko (* 1969), deutscher Boxer
- Schade, Olaf (* 1968), deutscher Kommunalpolitiker (SPD)
- Schade, Oskar (1826–1906), deutscher Germanist und Hochschullehrer
- Schade, Otto (* 1891), deutscher Schiffsbauingenieur und nationalsozialistischer Funktionär
- Schade, Otto (1910–1973), deutscher Politiker (CDU), MdL
- Schade, Rainer (* 1951), deutscher Maler und Grafiker
- Schade, Renate (* 1942), deutsche Politikerin (SPD), MdHB
- Schade, Robert (1850–1916), deutscher Goldschmied
- Schade, Robert (1861–1912), US-amerikanischer Maler
- Schade, Rötger von († 1469), Abt des Klosters Grafschaft
- Schade, Rudi (1914–1981), deutscher Politiker (SPD)
- Schade, Siegfried (1930–2015), deutscher Maler, Grafiker und Keramiker
- Schade, Sigrid (* 1954), deutsche Kunsthistorikerin und Hochschullehrerin
- Schade, Susanne (* 1967), deutsche Produktdesignerin und Hochschullehrerin
- Schade, Titus (* 1984), deutscher Maler
- Schade, Walter (1904–1984), deutscher SS-Sturmbannführer und Leiter des Referates V D 1
- Schade, Waltraud (* 1946), deutsche Autorin
- Schade, Werner (* 1934), deutscher Kunsthistoriker und Museumskurator
- Schade, Wolfgang (* 1937), deutscher Generalmajor
- Schade-Ahausen genannt von Rump, Maximilian von (1848–1883), deutscher Abgeordneter
- Schade-Lindig, Sabine (* 1967), deutsche Prähistorikerin und Bezirksdenkmalpflegerin
- Schadeberg, Bernhard (* 1965), deutscher Unternehmer
- Schadeberg, Friedrich (1920–2018), deutscher Unternehmer
- Schadeberg, Henry C. (1913–1985), US-amerikanischer Politiker
- Schadeberg, Hermann, Glasmaler des Mittelalters
- Schadeberg, Jürgen (1931–2020), deutsch-südafrikanischer Fotograf und Filmemacher
- Schadebrodt, Ludwig (1809–1895), deutscher Pastor und Parlamentarier in Ostpreußen
- Schadegg, Kurt (1932–2023), Schweizer Fussball- und Eishockeytrainer
- Schadek, Hans (* 1937), deutscher Historiker und Archivar
- Schadek, Moriz (1840–1928), österreichischer Heimatdichter
- Schädel, Bernhard (1878–1926), deutscher Romanist
- Schädel, Ditmar (* 1960), deutscher Fotograf, Fotopädagoge und Hochschullehrer
- Schadel, Erwin (1946–2016), deutscher Philosoph
- Schädel, Gottfried († 1752), deutscher Architekt
- Schädel, Hans (1910–1996), deutscher Architekt
- Schädel, Max (* 1914), deutscher Ingenieur und Mitglied der Volkskammer der DDR
- Schädel, Monty (* 1969), deutscher Politiker (SED, PDS), MdL, Geschäftsführer der Deutschen Friedensgesellschaft – Vereinigte KriegsdienstgegnerInnen, Kriegs- und Militärgegner
- Schadelbauer, Karl (1903–1972), österreichischer Mediziner, Historiker und Archivar
- Schädeler, Joseph (1692–1763), deutscher Architekt, Baubeamter im Kurfürstentum Hannover
- Schädelin, Albert (1879–1961), Schweizer evangelischer Geistlicher und Hochschullehrer
- Schädelin, Klaus (1918–1987), Schweizer Pfarrer, Politiker und SchriftstellerKlaus Schädelin (1918–1987)

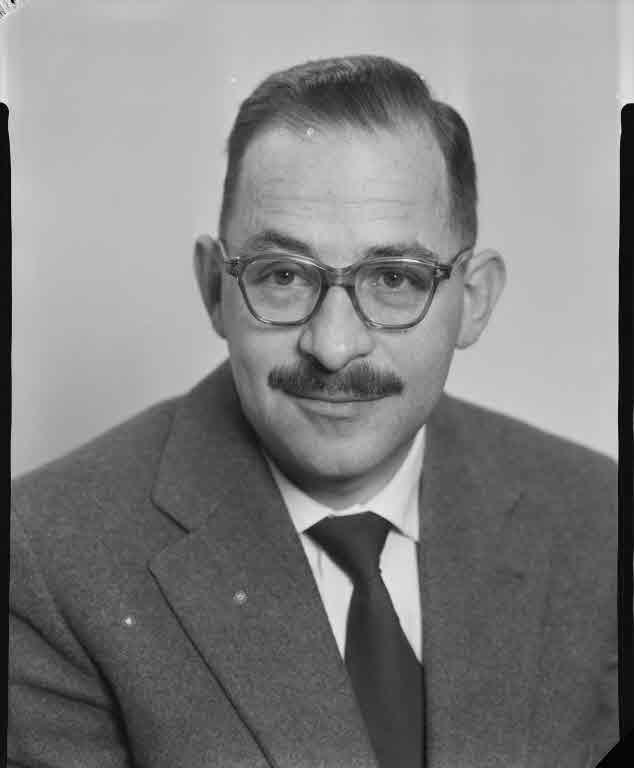
Klaus Schädelin (1918–1987)

- Schädelin, Walter (1873–1953), Schweizer Forstwissenschaftler
- Schadeloock, Gustav (1732–1819), deutscher Mathematiker, Philosoph, Physiker und Architekt
- Schaden, Adolf von (1791–1840), deutscher Dichter und Schriftsteller
- Schaden, Egon (1913–1991), brasilianisch-deutscher Ethnologe
- Schaden, Francisco (1891–1957), deutschbrasilianischer Ethnologe und Esperantist
- Schaden, Heinz (* 1954), österreichischer Kommunalpolitiker, verurteilter StraftäterHeinz Schaden (* 1954)

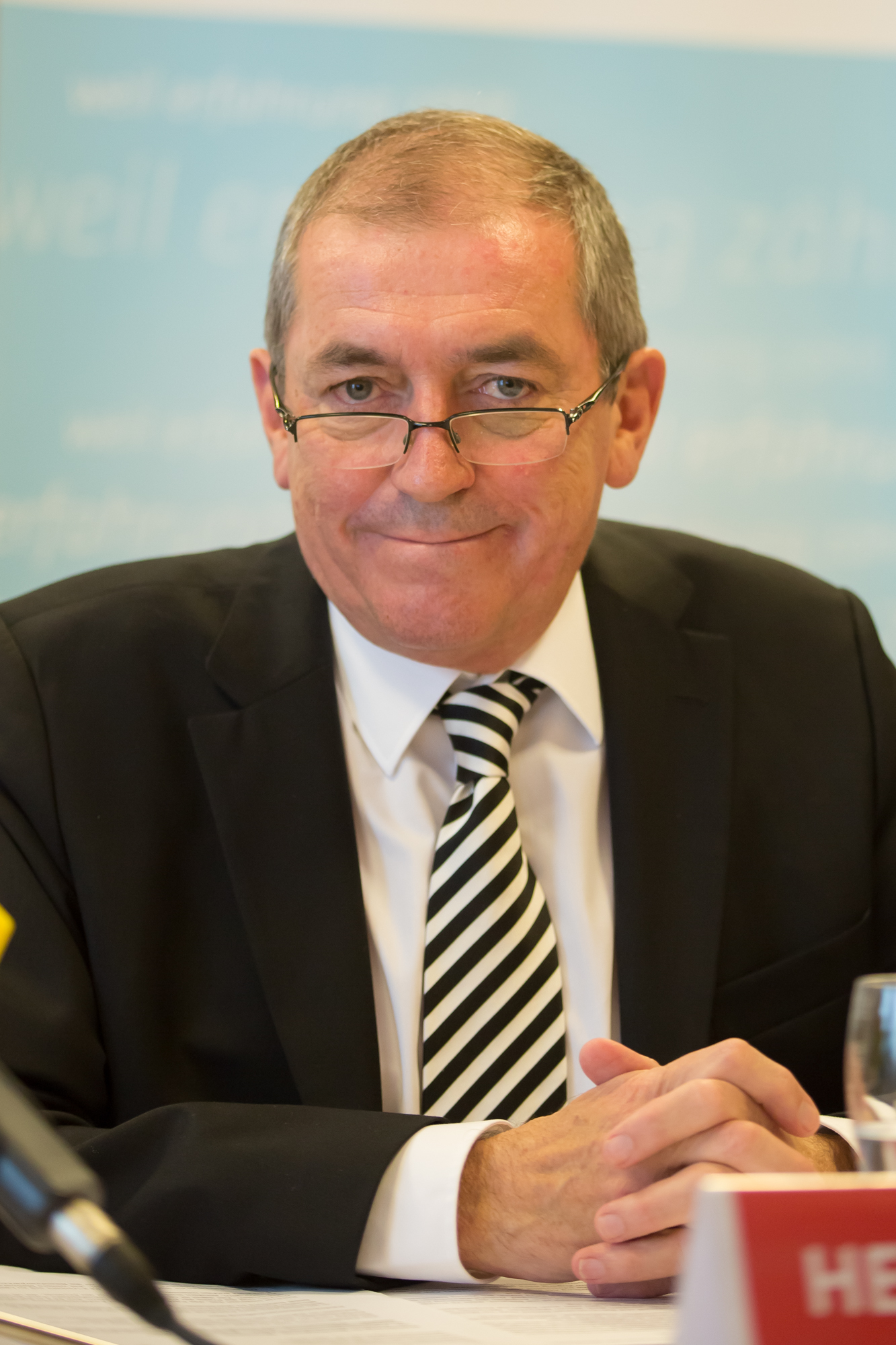
Heinz Schaden (* 1954)

- Schaden, Johann Matthias (1731–1797), ungarisch-russischer Philosoph und Hochschullehrer
- Schaden, Karl (1843–1914), österreichischer Architekt
- Schaden, Mario (* 1972), österreichischer Eishockeyspieler und -trainer
- Schaden, Nanette von (1763–1834), Pianistin, Komponistin und Sängerin
- Schaden, Otto (1937–2015), US-amerikanischer Ägyptologe
- Schaden, Rainer (* 1947), österreichischer Buchhändler und Basketballspieler
- Schadenbauer, Johann (* 1937), österreichischer Komponist und Dirigent
- Schadenberg, Alexander (1852–1896), deutscher Chemiker, Forschungsreisender und Ethnograph
- Schadenberg, Helmut (1946–2017), deutscher Motocrossfahrer
- Schadendorf, Wulf (1926–1985), deutscher Kunsthistoriker und Museumsleiter
- Schader, Alois M. (* 1928), deutscher Bauingenieur und Stifter
- Schader, Basil (* 1951), Schweizer Germanist, Albanologe und Didaktiker
- Schader, Jacques (1917–2007), Schweizer Architekt
- Schader, Johannes († 1633), kursächsischer Verwalter von Schloss und Amt Sachsenburg
- Schadetzky, Karl (1792–1852), österreichischer Tänzer und Choreograph
- Schadewald, Bernd (* 1950), deutscher Regisseur und AutorBernd Schadewald (* 1950)

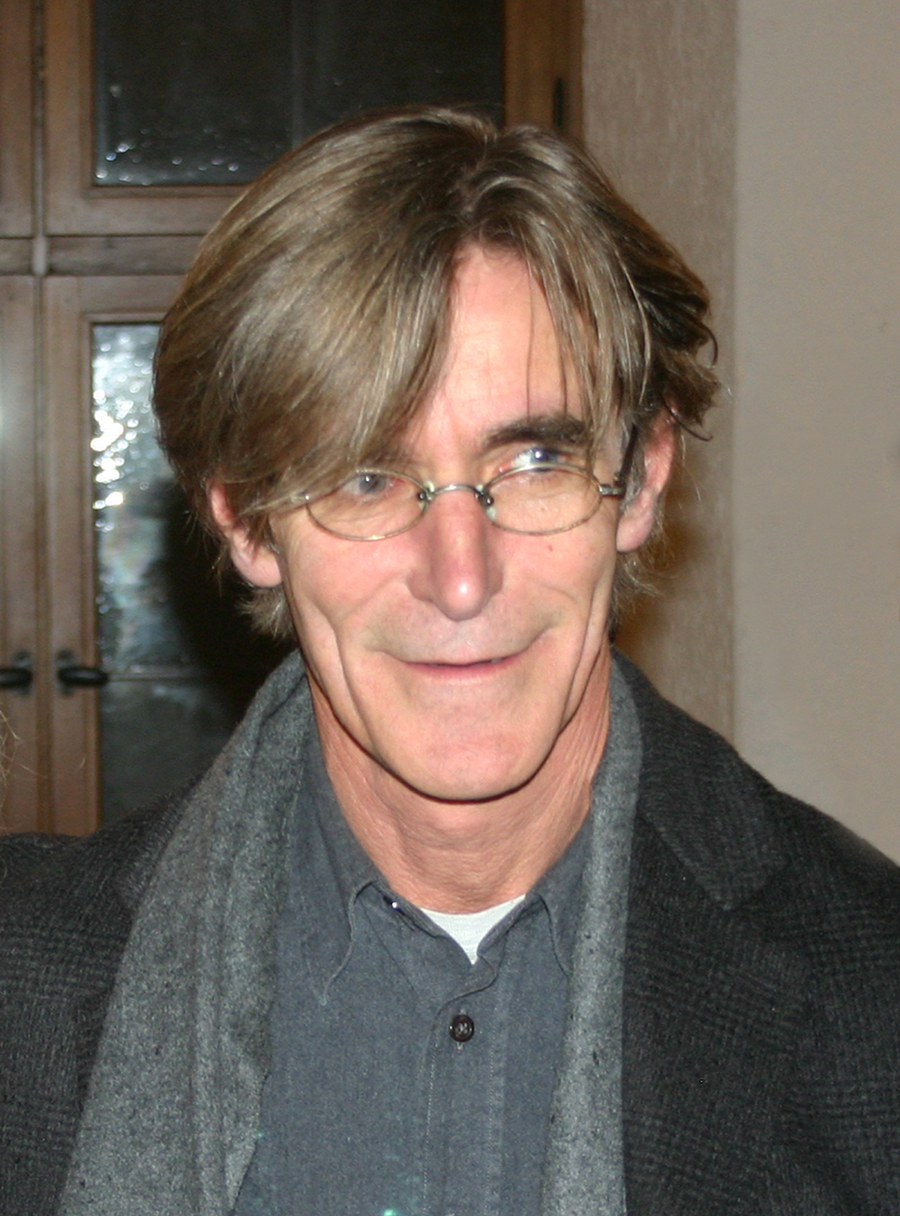
Bernd Schadewald (* 1950)

- Schadewaldt, Christopher (* 1984), deutscher Eishockeyspieler
- Schadewaldt, Hans (1923–2009), deutscher Medizinhistoriker
- Schadewaldt, Tobias (* 1984), deutscher Segler
- Schadewaldt, Wolfgang (1900–1974), deutscher Literaturwissenschaftler, Altphilologe und Übersetzer
- Schadewitz, Carl (1887–1945), deutscher Komponist, Musikpädagoge und Dirigent

### Schadh
- Schadhili, Abu l-Hasan asch- († 1258), islamischer Sufi
- Schadhili, Saʿd asch- (1922–2011), ägyptischer Diplomat und Stabschef der ägyptischen Streitkräfte

### Schadl
- Schädle, Franz (1906–1945), deutscher SS-Offizier
- Schädle, Lotte (* 1926), deutsche Opern-, Operetten-, Lied- und Konzertsängerin (Sopran)
- Schädle-Deininger, Hilde (* 1947), deutsche Krankenschwester
- Schädler, Albert (1848–1922), Liechtensteiner Arzt in Vaduz und Bad Ragaz sowie Landtagspräsident von Liechtenstein
- Schädler, Alexander (* 1977), liechtensteinischer Fussballspieler
- Schädler, August (1862–1925), deutscher Bildhauer
- Schädler, Carl (1850–1907), liechtensteinischer Ingenieur, Landtagsabgeordneter und Mäzen
- Schädler, Emanuel (* 1983), liechtensteinischer Politiker (VU)Emanuel Schädler (* 1983)

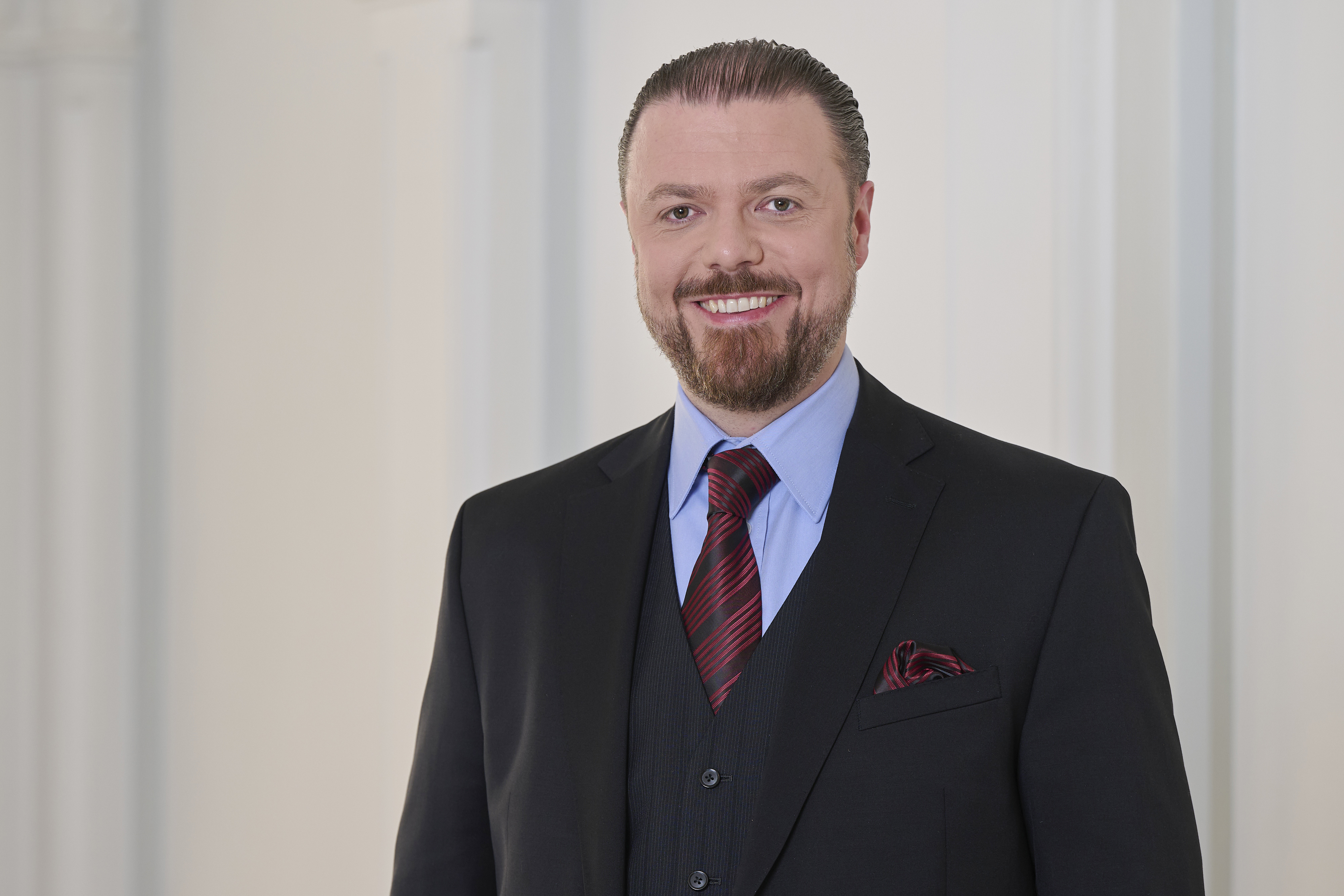
Emanuel Schädler (* 1983)

- Schädler, Erwin (1917–1991), deutscher Fußballspieler
- Schädler, Eugen (1899–1973), liechtensteinischer Politiker (FBP) und Unternehmer
- Schädler, Franz (1733–1796), fürstbischöflich Osnabrücker, Königlich Großbritannischer und Kurfürstlich Braunschweig-Lüneburgischer Architekt, Landbaumeister und Hof-Zimmermeister
- Schädler, Franz (1917–2004), liechtensteinischer Skirennläufer
- Schädler, Franz (* 1968), liechtensteinischer Fussballspieler
- Schädler, Franz Xaver (1852–1913), deutscher Priester und Politiker (Zentrumspartei), MdR
- Schädler, Georg (1887–1971), deutscher Politiker (NSDAP), MdR
- Schädler, Gerhard (* 1960), liechtensteinischer Fußballspieler
- Schädler, Gustav (1883–1961), liechtensteinischer Politiker
- Schädler, Hans-Jakob (* 1945), liechtensteinischer Judoka
- Schädler, Hans-Walter (* 1945), liechtensteinischer Skirennläufer
- Schädler, Harry (* 1967), liechtensteinischer Fußballspieler
- Schädler, Johann (1939–1988), liechtensteinischer Rennrodler
- Schädler, Johann Ludolph (1703–1773), deutscher Goldschmied in Hannover
- Schädler, Johannes (* 1962), deutscher Orgelbauer, Musiker, Musikpädagoge, Komponist und Arrangeur
- Schadler, Josef (1889–1978), österreichischer Geologe und Mineraloge
- Schädler, Josef (1930–2012), liechtensteinischer Maler und Zeichner
- Schädler, Julius (1941–2001), liechtensteinischer Rennrodler
- Schädler, Karl (1804–1872), liechtensteinischer Politiker
- Schädler, Karl-Ferdinand (1930–2024), deutscher Ökonom, Ethnologe, Sammler und Autor
- Schädler, Leopold (1926–1992), liechtensteinischer Skirennläufer
- Schädler, Magnus (1942–2015), liechtensteinischer Rennrodler
- Schädler, Marco (* 1964), liechtensteinischer Komponist
- Schädler, Meinrad (1880–1964), liechtensteinischer Politiker
- Schädler, Moritz (* 1987), liechtensteinischer Musiker, Podcaster und Stand-up-Comedian
- Schädler, Paul (1930–2025), deutscher Politiker (CDU)
- Schädler, Roger (* 1976), liechtensteinischer Politiker (VU)
- Schädler, Rudolf (1845–1930), Liechtensteiner Arzt und Politiker
- Schädler, Rudolf (1903–1990), liechtensteinischer Komponist, Holzbildhauer und Hotelier
- Schädler, Sabine (* 1980), Schweizer Musicaldarstellerin und Schauspielerin
- Schädler, Tamara (* 1977), liechtensteinische Skirennläuferin
- Schädler, Theodor (1896–1975), Liechtensteiner Politiker, Anführer der Volksdeutschen Bewegung und Nationalsozialist
- Schädler, Thomas (* 1967), deutscher Eishockeyspieler
- Schädler, Ulrich (* 1958), deutscher Klassischer Archäologe und Spielhistoriker
- Schädler, Wolfgang (* 1958), liechtensteinischer Rennrodler
- Schädler, Wolfram (* 1947), deutscher Jurist und ehemaliger Bundesanwalt beim Bundesgerichtshof
- Schädlich, Albert (1883–1933), deutscher Mundartdichter des westlichen Erzgebirges
- Schädlich, Christian (1922–2021), deutscher Architekturwissenschaftler
- Schädlich, Ernst (1884–1949), deutscher Politiker (SPD) und Widerständler gegen das Nazi-Regime
- Schädlich, Franco (* 2004), deutscher Fußballspieler
- Schädlich, Gerd (1952–2022), deutscher Fußballspieler und -trainerGerd Schädlich (1952–2022)

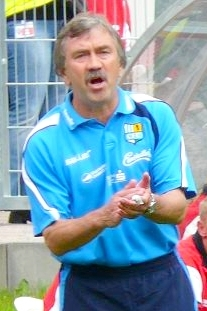
Gerd Schädlich (1952–2022)

- Schädlich, Gerhard, deutscher Fußballspieler
- Schädlich, Gottfried (1917–2007), deutscher Oberstleutnant und Schriftsteller
- Schädlich, Hans Joachim (* 1935), deutscher SchriftstellerHans Joachim Schädlich (* 1935)

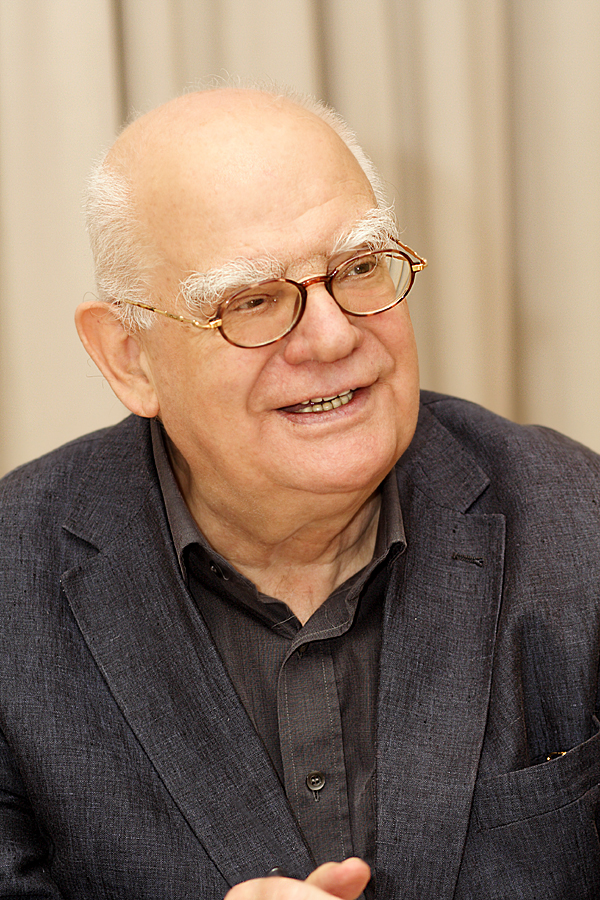
Hans Joachim Schädlich (* 1935)

- Schädlich, Karlheinz (1931–2007), deutscher Historiker
- Schädlich, Lucas (* 1988), deutscher Radsporttrainer und Radsportler
- Schädlich, Stefan (* 1957), deutscher Fußballspieler
- Schädlich, Susanne (* 1965), deutsche Schriftstellerin, Übersetzerin und Journalistin
- Schädlich, Walter (1922–2016), deutscher Sportlehrer und Handballnationalspieler

### Schadm
- Schadmani, Ali († 2025), iranischer Generalmajor und Befehlshaber

### Schado
- Schadock, Hermann (1883–1951), deutscher Kameramann
- Schadow, Albert Dietrich (1797–1869), deutscher Baumeister und Architekt
- Schadow, Alexander (* 1958), deutscher Maler, Grafiker und Kunsttherapeut
- Schadow, Alexei Semjonowitsch (1901–1977), sowjetischer Armeegeneral
- Schadow, Ben (* 1976), deutscher Musiker, Songwriter und Musikproduzent
- Schadow, Felix (1819–1861), deutscher Maler
- Schadow, Friedrich Gottlieb (1761–1831), deutscher Architekt
- Schadow, Hans (1862–1924), deutscher Porträtmaler
- Schadow, Henriette (1784–1832), deutsche Sängerin
- Schadow, Johann Gottfried (1764–1850), preußischer Bildhauer und GrafikerJohann Gottfried Schadow (1764–1850)

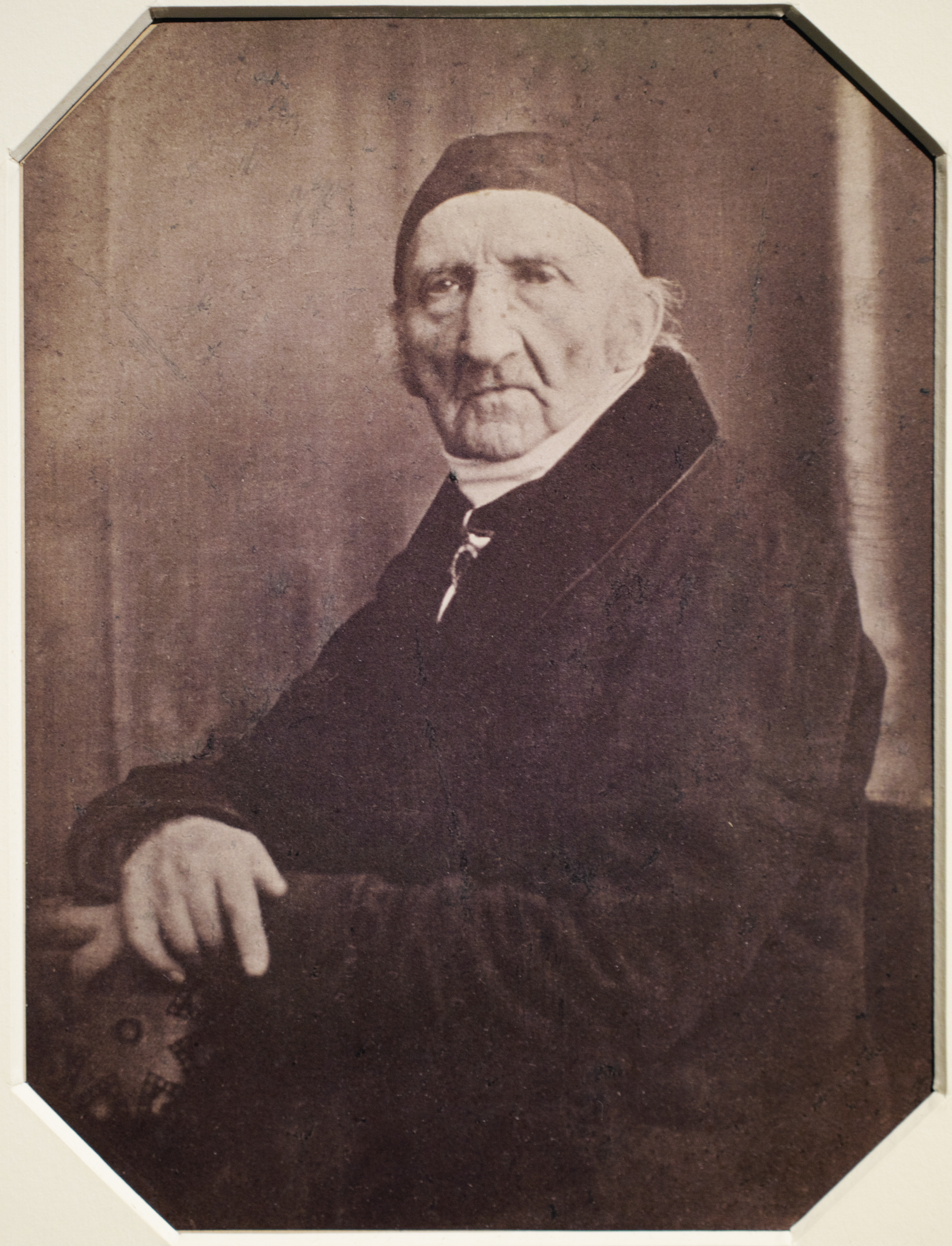
Johann Gottfried Schadow (1764–1850)

- Schadow, Rudolf (1786–1822), deutscher Bildhauer
- Schadow, Wilhelm (* 1871), deutscher Politiker (SPD)
- Schadow, Wilhelm von (1788–1862), deutscher Maler
- Schadow-Godenhaus, Johann Gottfried Rudolf von (1826–1890), königlich preußischer Generalleutnant
- Schadowitz, Johann (1624–1704), Obrist der kroatischen Reiter und Gutsherr
- Schadowskaja, Julija Walerianowna (1824–1883), russische Dichterin

### Schadr
- Schadr, Iwan Dmitrijewitsch (1887–1941), russischer bzw. sowjetischer Bildhauer
- Schadrack, Jana (* 1981), deutsche Fußballspielerin
- Schadrin, Wjatscheslaw Iwanowitsch (* 1967), jukagirischer Ethnograf und Historiker
- Schadrin, Wladimir Nikolajewitsch (1948–2021), sowjetischer Eishockeyspieler und -trainer
- Schadrina, Natalja (* 1990), russisch-serbische Boxerin

### Schads
- Schadschar ad-Durr († 1257), Sultanin in Ägypten
- Schadscharian, Mohammad-Resa (1940–2020), iranischer Sänger

### Schadt
- Schadt, Alois, fränkischer Politiker und Abgeordneter der Klasse V der Bayerischen Ständeversammlung
- Schadt, André (* 1966), deutscher Schwimmer
- Schadt, Andreas Leopold (* 1978), deutscher Schauspieler
- Schadt, Daniela (* 1960), deutsche JournalistinDaniela Schadt (* 1960)

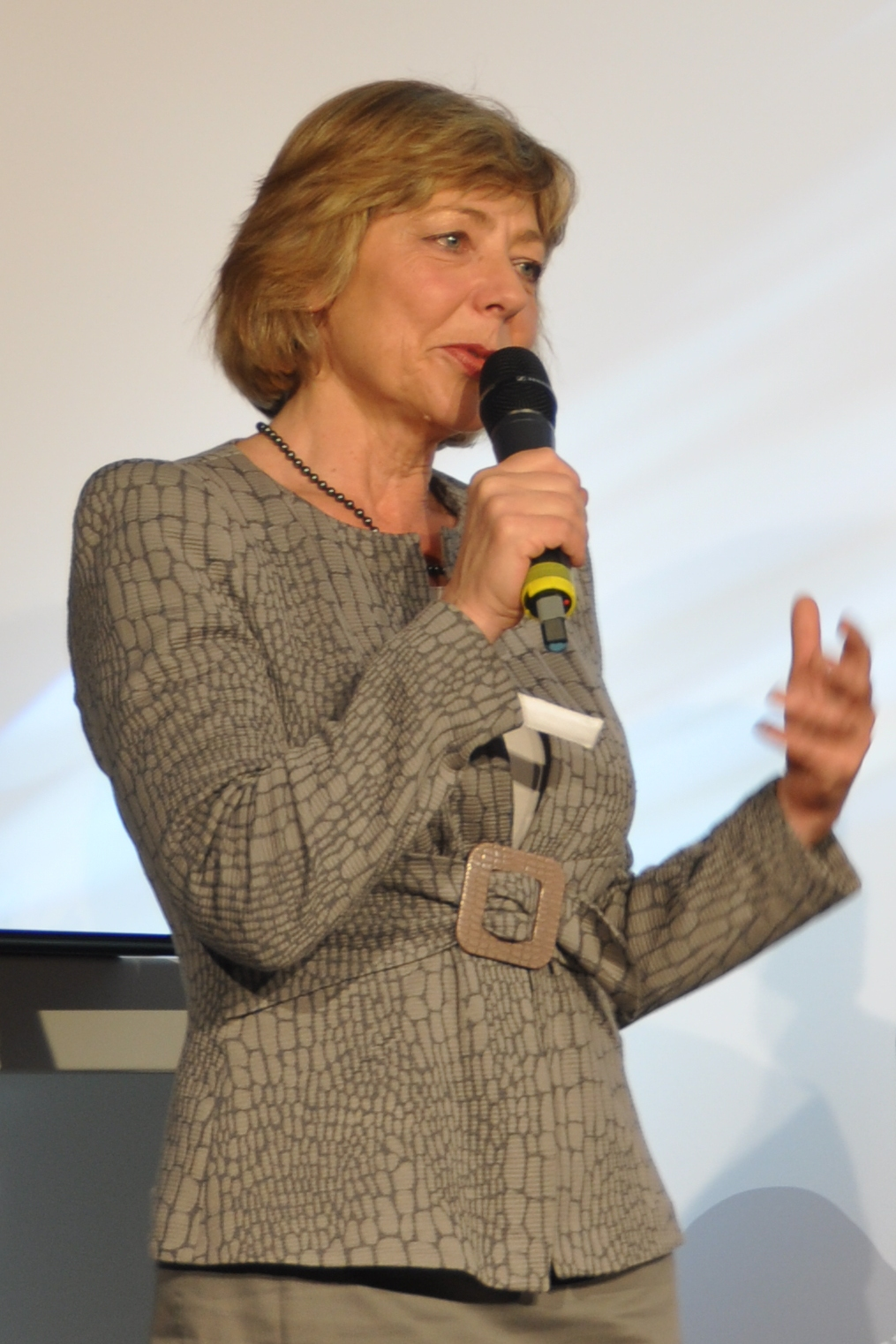
Daniela Schadt (* 1960)

- Schadt, Franz Leonhard (1910–2009), deutscher Schauspieler und Marionettenspieler in München
- Schadt, Jakob (1921–1995), deutscher Politiker (SPD), MdL
- Schadt, Jörg (* 1937), deutscher Historiker und Archivar
- Schadt, Karl (* 1908), deutscher Fußballspieler
- Schadt, Martin (* 1938), Schweizer Physiker
- Schadt, Shandra (* 1982), deutsche Synchronsprecherin und Schauspielerin
- Schadt, Thomas (* 1957), deutscher Filmregisseur
- Schadtschnewa, Darja Iljinitschna (* 2006), russische Tennisspielerin

### Schadw
- Schadwinkel, Alina (* 1987), Wissenschaftsjournalistin
- Schadwinkel, Hans-Tewes (1937–2024), deutscher Bildhauer, Holzbildhauer, Sammler und Fachbuchautor zu Zimmermannswerkzeugen
- Schadwinkel, Sonia (* 1965), deutsche Biologin, Künstlerin und Autorin